# Andrzej Dobosz
Andrzej Dobosz (ur. 31 sierpnia 1935 w Warszawie) – polski krytyk literacki, felietonista, aktor nieprofesjonalny.

## Życiorys
W 1952 roku ukończył Państwowe Gimnazjum i Liceum im. Stefana Batorego w Warszawie. Absolwent Uniwersytetu Warszawskiego. Najbardziej znany jako filozof z filmu fabularnego Marka Piwowskiego Rejs. Wystąpił też w epizodycznych rolach m.in. w filmach Trzeba zabić tę miłość, Trzecia część nocy, Stawiam na Tolka Banana oraz Ryś, gdzie nawiązał do postaci z filmu Rejs. 
W 1974 r. wyjechał do Francji, gdzie mieszka do dziś. W latach 1994–2008 prowadził w Paryżu polską księgarnię (fran. Librairie Dobosz) położoną w Dzielnicy Łacińskiej nieopodal katedry Notre-Dame.
Był felietonistą  „Współczesności”, „Tygodnika Powszechnego”. Od 2007 r. prezentował też krótkie felietony w Programie III Polskiego Radia, od 2009 r. – felietony poświęcone książkom w dzienniku „Rzeczpospolita”.
Został członkiem Warszawskiego Społecznego Komitetu Poparcia Jarosława Kaczyńskiego w przedterminowych wyborach prezydenckich w 2010.
W 2016 minister kultury i dziedzictwa narodowego Piotr Gliński uhonorował go Doroczną Nagrodą MKiDN za Całokształt Twórczości.
W 2018 na zlecenie prezydenta Andrzeja Dudy dokonał skrócenia o ponad 1/3 tekstu powieści Stefana Żeromskiego „Przedwiośnie” na potrzeby dorocznej ogólnopolskiej akcji Narodowe czytanie. Zabieg ten spowodował krytykę ze strony nauczycielki licealnej z Płocka.

## Inwigilacja przez SB
Ze względu na aktywność w środowisku pisarzy (uczestnik spotkań w kawiarni PIW-u przy „opozycyjnym” stoliku Antoniego Słonimskiego, doktorant Leszka Kołakowskiego, członek Klubu Krzywego Koła i przyjaciel Jana Józefa Lipskiego, członek ZLP) w latach 60. trafił przy okazji inwigilacji Słonimskiego pod obserwację Służby Bezpieczeństwa (jako figurantowi, czyli osobie śledzonej, nadano mu pseudonim Smentek). Materiały dotyczące inwigilacji Andrzeja Dobosza zniszczono, odpisy pozostają jedynie w teczkach dotyczących innych osób lub materiałach dotyczących środowiska literatów. W 2005 r. otrzymał od IPN status poszkodowanego (tj. osoby represjonowanej przez system komunistyczny w Polsce).

## Twórczość
- Pustelnik z Krakowskiego Przedmieścia (felietony; Puls 1993, ISBN 1-85917-014-5, Wydawnictwo Iskry, ISBN 978-83-244-0159-8)
- O kapeluszu (opowiadanie; Wydawnictwo Uniwersytetu Marii Curie-Skłodowskiej 1999, ISBN 83-227-1393-2; seria: „Współczesne Opowiadania Polskie”)
- Generał w bibliotece (felietony; Wydawnictwo Literackie 2001, ISBN 83-08-03101-3; wydanie 2 zmienione: Świat Literacki 2007, ISBN 978-83-60318-29-4)
- Ogrody i śmietniki (felietony; Biblioteka "Więzi" 2008, ISBN 978-83-60356-58-6)
- Z różnych półek (felietony; Teologia Polityczna 2014)
- Dni powszednie niepospolitych ludzi i 99 innych felietonów (felietony; Państwowy Instytut Wydawniczy, Warszawa 2020)

## Filmografia
- 1970: Rejs – filozof
- 1971: Trzecia część nocy – karmiciel wszy
- 1972: Kwiat paproci – ksiądz kanonik, gość zjazdu
- 1972: Poślizg – mężczyzna w autobusie
- 1972: Trzeba zabić tę miłość – mężczyzna wezwany przed komisję ds. uchylających się od pracy
- 1973: Stawiam na Tolka Banana – pacjent u dentysty (odcinek 7)
- 2007: Ryś – Dobosz